# Magmă
Magma (din greacă, masă frământată) este un amestec lichid compus din diferite minerale care se află în stare topită, gaze și bucăți solide de diferite roci, care este întâlnită în straturile pământului, în manta sau scoarța pământului. Magma este rezultatul procesului de vulcanism, jucând un rol important în formarea rocilor magmatice.
In cadrul rocilor magmatice se pot deosebi plutonitele (care sunt roci de mare adâncime), acestea formează procesul de cristalizare prin răcirea lentă a magmei și vulcanitele care se formează prin răcire rapidă din magma ieșită la suprafață, care acum va fi denumită  lavă sau piroclaste.  Din categoria plutonitelor face parte granitul, iar din categoria vulcanitelor bazaltul.

## Proprietăți și clasificare

Schema rocilor magmatice.

Rocile magmatice se formează în prezența unei temperaturi între 700 °C și 1250 °C și în funcție de compoziție și raporturile de presiune. Magma este alcătuită în general din topituri cu un procent de silicate care variază între 40-75% (SiO2) Magma se poate clasifica în general după concentrația în magneziu, fier și silicați:
- riolite  (SiO2 > 65%)
- andezite (SiO2 52% - 65%)
- bazalte (SiO2 < 52%)

Această împărțire în magme acide și bazice și magme intermediare, culoarea închisă este produsă de conținutul în fier și magneziu, pe când culoarea deschisă e derminată de feldspat și cuarț.

## Formare
Magma se formează în straturile pământului mai precis la granița dintre nucleul și mantaua pământului care se află la o adâncime de mii de kilometri.
Magma formată aici se acumulează în magazia magmei unde se dispune pe strate după densitate (magmă grea și ușoară) Magma urcă spre suprafață prin crăpăturile scoarței care sunt lărgite prin topirea rocilor care vin în contact cu magma fierbinte. Magma se formează în zonele geologice deosebit de active din punct de vedere a mișcărilor tectonice, urcarea magmei fiind urmată frecvent de o erupție vulcanică.
Procesul de cristalizare a magmei este influențat de compoziția acestuia, raportul de presiune, concentrația de apă și compoziția rocilor înconjurătoare. La acești factori determinanți se adaugă procesul de diferențiere a magmei ca și o cristalizare fracționată, care determină prin răcire formare de roci doferite.